# Mèo thông thái
Mèo thông thái là một nhân vật huyền thoại Nga.

## Lịch sử
Theo nghiên cứu gia Kirill Korolev, hình tượng con mèo uyên bác xuất hiện sớm nhất từ thế kỷ XIV, thông qua những truyền thuyết về một vương quốc Ấn Độ diệu kì, và là một đặc điểm của tinh thần bản địa Slav. Tuy nhiên, tại Nga, những am tường về hình tượng mèo uyên bác chủ yếu nhờ các trứ tác Aleksandr S. Pushkin.
Khi khảo cứu các di cảo Pushkin, học giới được biết rằng, trong các bài ru hoặc truyện kể mà nhũ mẫu Arina Rodionovna dành cho Pushkin tự lúc nằm nôi đã có các hình tượng con mèo. Mà về sau, trong quá trình sáng tạo văn chương, Aleksandr S. Pushkin đã nhân cách hóa con mèo thành "người kể truyện".
Tuy vậy, khác hẳn Pushkin, Aleksandr Afanasyev lại đồng hóa mèo uyên bác với ác quỷ. Dù vẫn duy trì yếu tố trí tuệ, nhưng hình tượng này có thêm sự dữ.
Kể từ thập niên 1930, dưới tác động mãnh liệt của điện ảnh, nhân vật mèo uyên bác thường được coi là trợ thủ đắc lực nhất của Baba Yaga. Cùng với Baba Yaga, mộc tinh, Zmey Gorynych và Koshchey, hình tượng mèo uyên bác được công nhận là "biểu tượng văn hóa quốc gia" (национального бестиария).

## Đặc trưng
Trong tiếng Nga, hình tượng con mèo uyên bác được gọi là Bayun (Кот Баюн) hoặc Bahar (Кот Бахарь), đều hàm nghĩa "ru ngủ" hoặc "kể truyện vào giấc ngủ" trong ngữ hệ Đột Quyết. Trong các ấn bản Việt Nam và dịch thuật điện ảnh của Đài Truyền hình Việt Nam, hình tượng này thường được gọi là Mèo Thông Thái.
Con mèo thông thái có bộ lông đen tuyền và đôi mắt rực lửa, sống ở xứ Xa Thật Là Xa, chốn rừng thiêng nước độc. Nó thường ngồi ung dung trên một cây cột cao bằng sắt hoặc lắm khi tản bộ trên sợi xích vàng, mà sợi xích lại quấn quanh cây sồi ngàn năm ở tận cùng thế gian. Hễ mèo đi xuống cột hoặc sang phải xích thì hát ru, ngược lại thì kể truyện.
Bởi cái niềm tin xơi thịt mèo Bayun trị được bách bệnh, hằng hà sa số kẻ liều mạng đã đi săn con vật này. Nhưng hễ kẻ nào lại gần sẽ bị mê hoặc bởi những điệu hát ru hoặc câu truyện hấp dẫn thốt ra từ miệng Bayun, để rồi bị nó vồ chết bằng bộ vuốt sắt. Theo một số giai thoại, hoàng tử Ivan phải đóng giáp sắt từ đầu tới chân, đồng thời bịt chặt tai, có thế mới bắt được Bayun. Nhưng chàng Ivan không nỡ hại mèo mà chỉ đem về trị bệnh cho phụ hoàng bằng những lời mơn trớn dịu dàng mà thôi.

## Văn hóa

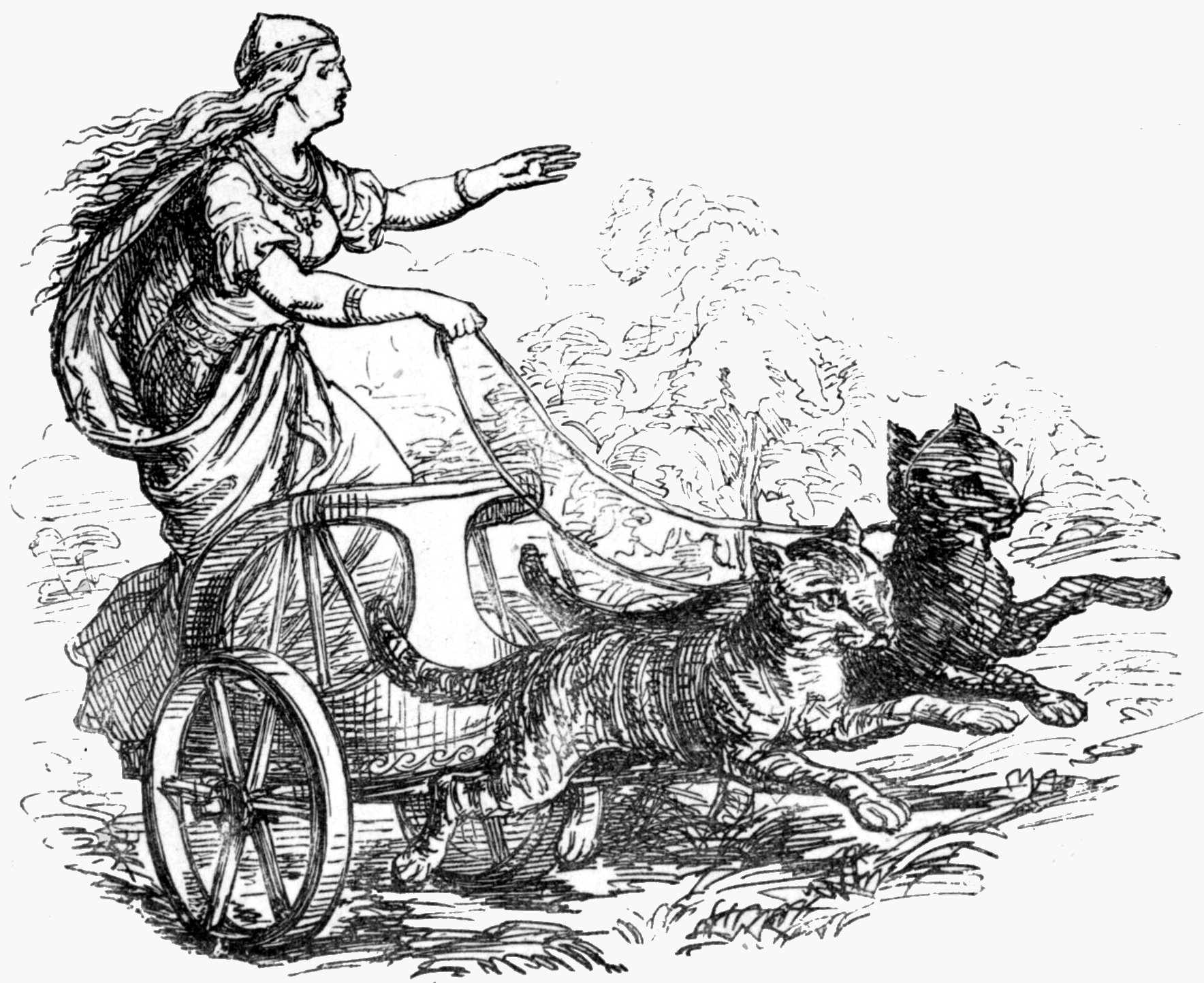
Freyja cưỡi xe mèo.

Theo quan điểm của tác gia Aleksandr Afanasyev, hình tượng con mèo Bayun Slav có liên hệ chặt chẽ với kiểu mẫu nữ thần Freyja cưỡi xe mèo kéo trong lớp thần thoại Bắc Âu (То же приписывается и козе-золотые рога, которая „гуляет в заповедных лугах, сама песни поет, сама сказки сказывает"; как Фрея — на кошках, так Тор ездит на козлах), và điều đó chứng minh tính đa dạng trong văn hóa Slav (hoặc Đông Âu).
Ở khúc dạo đầu sử thi Ruslan và Lyudmila, nhân vật Tôi phiêu lưu tới xứ Xa Thật Là Xa để được nghe con mèo thông thái kể truyện tráng sĩ Ruslan đi cứu công chúa Lyudmila.
- Đi đâu - tôi chẳng biết, đón cái gì - tôi chẳng hay (Пойди туда — не знаю куда, принеси то — не знаю что)
- Đầu gối dát vàng, khuỷu tay dát bạc (По колена ноги в золоте, по локоть руки в серебре)
- Baldak Borisyevich (Балдак Борисьевич)
- Cậu bé và mụ phù thủy (Мальчик и ведьма)

| Trích dịch phẩm Ruslan và Lyudmila của Trần Ngọc Giao năm 2018 | У лукоморья дуб зелёный; Златая цепь на дубе том: И днём и ночью кот учёный Всё ходит по цепи кругом; Идёт направо - песнь заводит, Налево - сказку говорит. И там я был, И мёд я пил; У моря видел дуб зелёный; Под ним сидел, и кот учёный Свои мне сказки говорил. | Xa xa bên bờ biển có gốc sồi xanh; Quấn quanh thân với một sợi xích bằng vàng: Có con mèo thông thái đương giết thì giờ Bằng cách tản bộ chậm rãi vòng quanh cây; Đáo sang bên phải - nó ngâm một đoản khúc, Đảo sang bên trái - nó kể một câu truyện. Đã có lần tôi ở đấy, Khoan khoái ngồi thưởng mật ong; Bên bờ biển dưới gốc sồi; Say sưa con mèo kể truyện, Nhưng chỉ một truyện tôi nhớ, Bây giờ thuật lại bạn nghe. |

### Tư liệu
- Рисунок «Кот Баюн». Автор — Новокрещенных О. И.
- Рисунок «Кот-Баюн». Автор — Тихонов И. В.
- Рисунок «Кот Баюн». Автор — Waldemar Kazak
- Скульптура в Тервете, Латвия